# Церковь Святого Франциска (Лорка)
Церковь Святого Франциска (исп. Iglesia de San Francisco) — церковь епархии Картахены Римско-католической церкви, находящаяся в городе Лорка в Мурсии, в Испании. Освящена в честь Святого Франциска Ассизского. Церковь находится на пересечении улиц Nogalte и San Francisco, в историческом центре города.

## История
Церковь Святого Франциска в Лорке была построена в монастыре Святого Франциска в 1561 году. Вначале храм состоял из нефа с капеллами между пилястрами и покрыт кассетным потолком. Портал был создан Лоренцо де Гоэнаха.
Около 1638 года начинаются работы по повышению высоты нефа. В том же веке построена колокольня и возведен второй портал. К концу века, в 1694 году Хинес Лопес создал красивый барочный алтарь. В XVIII веке внутреннее убранство церкви было украшено статуями святых в стиле рококо.
Во время землетрясения 2011 года храм сильно пострадал, но вскоре был восстановлен, благодаря усилиям Братства Старстной Недели в Лорке, чья штаб-квартира находится при церкви. В восстановлении храма участвовало и государство. Церковь Святого Франциска стала первым храмом Лорки, в котором возобновились богослужения после землетрясения.
Во время Страстной Недели из церкви Святого Франциска уже упомянутое покаянное братство совершает процессии. Среди самых ярких образов выносимых из храма на эти процессии является образ Богоматери Скорбящей, главной покровительницы братства.

## Описание
Храм представляет собой базилику с одним нефом, покрытым сводом с нишами капелл между столбами. Главный камарин построен во второй половине XVIII века в стиле рококо, в него ведет небольшая лестница.
Портал построен в виде триумфальной арки с удлиненными нишами между колоннами. Во втором ярусе фасада ниша, в которой находится скульптура Богоматери с младенцем. В нижней части фасада угадывается влияние архитектуры местной церкви Святого Патрика. Над порталом находится герб Лорки.
Колокольня, башня с часами, состоит из четырёх ярусов. На колокольне находится колокол, отлитый в Витории и колокол отлитый в Лорке в 1953 году.
Внутреннее убранство храма представлено барочными алтарями, самыми красивыми в регионе Мурсия. Это алтарь 1694 года работы Хинеса Лопеса, алтари боковые (1730 и 1735 годов) работы Херонимро Кабальеро. Правый посвящён жизни и чудесам Святого Антония, левый Кресту и Крови Христа. А также алтарь Богоматери Скорбящей (1691) работы Мануэля Каро.